# Hoțul (film din 1997)
Hoțul (titlul original: în rusă Вор, transliterat: Vor, în franceză Le Voleur et l'Enfant) este un film dramatic de coproducție ruso-francez, realizat în 1997 de regizorul Pavel Ciuhrai, protagoniști fiind actorii Vladimir Mașkov, Ekaterina Rednikova, Mișa Filipciuk și Iuri Beliaev.
Filmul a primit o nominalizare la Oscar pentru cel cel mai bun film străin și a câștigat Premiul Nika pentru cel mai bun film și cele mai bune imagini. A fost câștigătorul premiului UNICEF la Festivalul Internațional de Film de la Veneția din 1997.

## Rezumat
Într-un decor arid și cețos, o femeie își târăște valiza și bocceaua și epuizată de puteri cade în noroi în durerile travaliului. După un timp apar niște umbre în jurul ei.
Toamna anului 1952. Sania, în vârstă de 6 ani, și tânăra sa mamă Katia călătoresc într-un tren, unde întâlnesc un tânăr ofițer de tancuri frumos care se prezintă ca Anatoli. O femeie a fost jefuită în tren și Katia și Tolian merg să-l caute pe hoț. Tolian o seduce pe Katia și fac dragoste chiar în vestibul vagonului. Ajungând în oraș, se stabilesc într-un apartament comun (kommunalka) și încep să trăiască ca o familie. Katiei i se pare că viața s-a îmbunătățit, acum există un bărbat care îl poate înlocui pe tatăl lui Sania, dar treptat observă unele ciudățenii în comportamentul lui Tolian: prezentându-se proprietarei ca fiind soțul Katiei și tatăl lui Sania, nu a prezentat niciodată documentele, referindu-se la faptul că acestea se află în biroul comandamentului. El îl forțează pe Sania mereu să-i spună tată, evită patrulele miliției și poartă un tatuaj pe piept cu chipul lui Stalin, care după cum i-a mărturisit lui Sania, este tatăl său biologic. Băiețelul se atașează cu timpul tot mai mult de el, chiar dacă în imaginația sa, îi apare mereu adevăratul său tată pe care nu l-a văzut niciodată. 
În timpul sărbătorii festive în cinstea celei de-a 35-a aniversări a revoluției din 1917, el oferă bilete de circ tuturor locuitorilor apartamentului comun. În timpul spectacolului Tolian iese să fumeze și nu se mai întoarce. Katia se grăbește acasă, bănuind că Tolian „vizitează” o vecină actriță, Olga, cu care a dansat cu o zi înainte. Actrița nu a putut merge la circ din cauza repetițiilor la teatru. Ajunsă acasă, Katia este îngrozită să-l găsească pe Tolian adunând obiectele de valoare ale rezidenților: devine clar că nu este un ofițer de armată, ci un hoț ordinar.
Familia se mută într-un oraș din sud, unde închiriază din nou o cameră într-un apartament comun. Cazul se încheie cu o altă invitație adresată rezidenților, de data aceasta la un spectacol de estradă de vară, urmată de furt și o evadare. Familia închiriază din nou o cameră într-un apartament comun. Tolian îi vrăjește din nou pe toți vecinii și cochetează cu vecina sa, soția unui medic dintr-un apartament bogat.
Tolian se duce cu Sania la baia orașului. În baie, câștigă la jocul de cărți cu doi bărbați, aceștia îl prind trișând, dar aruncându-le sare în ochi, scapă fugind. O patrulă de miliție vine în grabă auzind gălăgia și cere documentele de la „tovarășul căpitan”. Dar Tolian jucând un teatru emoționant în fața lor, aceștia îl lasă să plece.
După repetate astfel de tentative de furt, Katia nu mai crede în promisiunile lui Tolian și pleacă la Ivanovo. Tolian refuză să meargă cu ea și să trăiască o viață normală. Își iau rămas bun la tren, unde Tolian este văzut de o patrulă de miliție. Tolian, fugind, aruncă sare în ochii milițianului, dar al doilea milițian reușește să-l aresteze. Katia și Sania nu se mai urcă în tren. Milițianul refuză să-i accepte obiectele de valoare oferite în schimbul eliberării lui Tolian și chiar amenință că o va trimite la închisoare. Tolian este condamnat la șapte ani pentru atacarea unui polițist. La porțile închisorii, Katia și Sania îl văd pe Tolian, care este urcat cu alți deținuți în dube, Sania aleargă după mașină și strigă: „Tati, dragă!” De atunci, imaginea propriului său tată a încetat să mai apară băiatului.
Katia moare de peritonită cauzată de un avort eșuat. Sania este trimis la un orfelinat. De mulți ani, băiatul trăiește în speranța că Tolian, când va fi eliberat, îl va găsi și îl va lua cu el.
Anul 1958, Sania are 12 ani. Din viața sa anterioară, băiatul are ca amintire ceasul mamei sale, pistolul lui Tolian și o fotografie a lui Stalin, pe care le ascunde cu grijă. Într-o zi, în fața cârciumei din gară, adolescentul aude vocea lui Tolian, cântând cântecul pe care l-a auzit în tren, unde Tolian a întâlnit-o pe Katia și pe care apoi l-a cântat împreună cu vecinii săi într-un apartament comun. Încântat, Sania se grăbește la Tolian, dar el nu-l recunoaște. Sania îi amintește de „Katia în tren, cu un băiat”, la care Tolian răspunde că s-a îndrăgostit de o chelneriță din local și îl roagă să-și salute mama. Supărat că Tolian nu simte nicio remușcare pentru viețile lor distruse, Sania scoate pistolul din ascunzătoare și se întoarce la gară, unde observă cum Tolian, încărcat cu pachete, se urcă pe ascuns în vagonul trenului de marfă care tocmai pleca. Sania îl împușcă în spate, Tolian cade în vagon, trenul pleacă cu hoțul nemișcat iar Sania aruncă pistolul pe platforma vagonului.
Au trecut mulți ani, este anul 1994. Sania, un bărbat în vârstă, devenit colonel, ajunge într-un oraș devastat de război, este înconjurat de refugiați. El ordonă să fie urcați în mașina sa, în ciuda prezenței documentației și a echipamentelor speciale aflate în mașină. Un bătrân beat fără adăpost se târăște la el și începe să înjure cu aceleași cuvinte ca Tolian la ieșirea de la baia comunală. Colonelul apucă pe omul străzii care tușește, îi desface cămașa și vede chipul lui Stalin tatuat pe piept. Alexander îl apasă pe bătrân la piept, dar acesta moare. Dar când se uită, omul nu are niciun tatuaj de leopard pe spate, se pare că Aleksandr s-a inșelat.
Trenul pleacă din gară. În tren, o mamă îi cântă copilului același cântec pe care mama lui l-a cântat micuțului Sania în tren. Sania se întinde în cușetă, pe spate este vizibil un tatuaj de leopard. Fantoma tatălui său stă pe patforma vagonului care trece pe lângă ei.

## Distribuție
- Vladimir Mașkov – Tolian, în uniformă de căpitan tanchist
- Ekaterina Rednikova – Katia
- Mișa Filipciuk – Sania (Aleksandr), copil
  - Dima Cigarev – Sania, adolescent
  - Iuri Beliaev – Aleksandr, colonel
- Amalia Mordvinova – Roza Lvovna, soția doctorului
- Lidia Savcenko – tușa Tania, proprietara apartamentului comunal
- Anatoli Koșeev – cizmarul, soțul tușii Tania
- Anna Ștukaturova – fetița șchioapă, fiica inginerilor, prietenă cu Sania în apartamentul comun
- Ervand Arzumanian – contabilul
- Natalia Pozdniakova – un contabil
- Olga Pașkova – Olga, artista
- Serghei Ugriumov – pasagerul în vagonul restaurant (nemenționat)

## Producție
Este o producție a studiourilor Mosfilm în colaborare cu Productions Le Pont și Roissy Film (Franța).
Coloana sonoră include printre altele, ca un laitmotiv muzical de-a lungul filmului, în diferite interpretări, melodia La Paloma (nemenționat) compusă de Sebastian Iradier.

## Lansare
Filmul a fost prezentat la Festivalul de Film de la Veneția pe 31 august 1997. A fost lansat în cinematografele din Rusia pe 13 octombrie 1997.

## Distincții

### Premii
- 1999 КФ «Созвездие» („Constelația”) 
  - Premiul pentru cel mai bun rol principal masculin lui Vladimir Mașkov
- 1997 Festivalul Internațional de Film de la Veneția
  - Premiul Internațional al Juriului pentru Tineret lui Pavel Ciuhrai
  - Medalia prezidențială a Senatului italian în aur lui Pavel Ciuhrai
  - Premiul UNICEF lui Pavel Ciuhrai
- 1997 Festivalul Open CIS și al Filmului Baltic
  - Cel mai bun actor lui Vladimir Mașkov
  - Bester Regisseur lui Pavel Ciuhrai
  - Premiul juriului pentru distribuitorii de film lui Pavel Ciuhrai
- 1998 Premiile Nika
  - Cel mai bun actor lui Vladimir Mașkov
  - Cea mai bună actriță lui Ekaterina Rednikova
  - Cel mai bun regizor lui Pavel Ciuhrai
  - Cel mai bun film lui Pavel Ciuhrai și Igor Tolstunov
  - Cea mai bună muzică de film lui Vladimir Dașkevici
- 1998 Young Artist Award
  - Cel mai bun actor tânăr într-un film străin lui Mișa Filipciuk

### Nominalizări
- 1997 Festivalul Internațional de Film de la Veneția
  - Leul de Aur lui Pavel Ciuhrai
- 1997 Premiile Academiei Europene de Film
  - Cel mai bun film european lui Igor Tolstunov
- Premiile Globul de Aur
  - Cel mai bun film străin – Rusia
- Oscar 1997
  - Nominalizat la Premiul Oscar pentru cel mai bun film străin
- 1998 Premiile Nika
  - Cel mai bun director de imagine lui Vladimir Klimov
  - Cel mai bun designer de costume lui Natalia Moneva
  - Cel mai bun scenograf lui Viktor Petrov
  - Cel mai bun scenariu lui Pavel Ciuhrai
  - Cel mai bun sunet lui Iulia Egorova
- 1999 Premiile Goya
  - Cel mai bun film european lui Pavel Ciuhrai